# Charles Duff
Charles  St. Lawrence Duff (irisch Cathal Ó Dubh; * 7. April 1894 in Enniskillen, County Fermanagh; † 15. Oktober 1966; Pseudonym Vladimir Cherznichewski) war ein irischer Journalist und Schriftsteller.

## Leben und Tätigkeit
Duff war ein Sohn des Eisenbahnfunktionärs John Duff und seiner Frau Annie Maud, geb. Ekins. Er wurde an der Portora Royal School in Enniskillen und in La Rochelle erzogen, bevor er 1910 in die britische Handelsmarine eintrat. Während dieser Zeit entdeckte er eine ungewöhnlich große Begabung für das Erlernen von Fremdsprachen, von denen er zuletzt sieben beherrschte. Nach dem Ausbruch des Ersten Weltkriegs wurde Duff als Übersetzer in den Dienst der Armee übernommen, wobei er insbesondere Verbindungen mit französischen und portugiesischen Kontaktpersonen hielt. Während des Krieges wurde er zweimal gasversehrt und einmal verwundet. Aus gesundheitlichen Gründen konnte er daher nach dem Krieg nicht in die Handelsmarine zurückkehren.
Zum 28. August 1919 wurde er als vorübergehender Mitarbeiter (temporary clerk) im Political Intelligence and News Department des britischen Foreign Office eingestellt. 1920 wechselte er als Mitarbeiter für Pressefragen (Press officer) in die Nachrichtenabteilung des Foreign Office, in der er bis 1936 tätig blieb. Geographisch war er hauptsächlich mit Angelegenheiten mit Bezug auf Spanien, Portugal und Südamerika befasst. 
Zudem begann Duff sich in den 1920er Jahren als Schriftsteller und Übersetzer zu betätigen: Sein bekanntestes Werk als Schriftsteller war das Buch A Handbook on Hanging, eine satirische Schrift über die Todesstrafe, die in zahlreiche Sprachen übersetzt wurde. In deutscher Übersetzung ist das Werk erstmals 1931 unter dem Titel Henkerfibel. Ein Familien- und Erbauungsbuch. Ein kurzer Abriss der Kunst des Hängens veröffentlicht worden. Weitere satirische Schriften, die in ironischer Weise mit vermeintlich sachbuchhaften Titeln versehen wurden, waren This Human Nature und Anthropological Report on a London Suburb. Zu den namhaften Autoren, deren Werke Duff übersetzte, gehören Francisco de Quevedo, Émile Zola, B. Traven, Maxim Gorky und Arnold Zweig.
1936 quittierte Duff den Dienst im Foreign Office. Er erklärte, dass diese Institution die faschistischen Diktaturen Europas unterstütze, und kritisierte insbesondere die Haltung der britischen Regierung im Spanischen Bürgerkrieg. Als Herausgeber der Zeitschrift Voice of Spain unterstützte er die Sache der spanischen Republikaner. Nach der Einstellung der Voice gab er ersatzweise die Spanish News Letters heraus.
Infolgedessen wurde Duff Ende der 1930er Jahre von den nationalsozialistischen Polizeiorganen als wichtige Zielperson eingestuft: Im Frühjahr 1940 setzte das Reichssicherheitshauptamt in Berlin ihn auf die Sonderfahndungsliste G.B., ein Verzeichnis von Personen, die im Falle einer erfolgreichen deutschen Invasion Großbritanniens durch die Sonderkommandos der SS-Einsatzgruppen mit besonderer Priorität ausfindig gemacht und verhaftet werden sollten.
Von 1936 bis 1937 und von 1939 bis 1966 betätigte Duff sich als freischaffender Schriftsteller. Dazwischen unterrichtete er von 1937 bis 1938 als Dozent (lecturer) für Linguistik am Institute of Education der Universität London und von 1954 bis 1955 europäische Sprachen an der Nanyang University in Singapur. Den Schwerpunkt seiner späteren Arbeiten bildeten Lehrbücher zum Erlernen von Fremdsprachen für Autodidakten. Daneben verfasste er weiterhin satirische Texte und Reiseführer.
Duff gehörte der Society of Authors an.

## Familie
Am 26. August 1916 heiratete Duff Ivy Goute, mit der er vier Kinder hatte.

## Schriften
- Quevedo. The Choice Humorous and Satricial Works, 1926.
- A Handbook on Hanging. Being a Short Introduction to the Fine Art of Execution, 1928. (Nachdrucke 1938, 1948, 1953, 1954, 1961, 1974, 1999 und 2001; die letzteren zwei Ausgabe mit einem Vorwort von Christopher Hitchens)
- Handrail and the Wampus; three segments of a polyphonic biogriad, 1931.
- James Joyce and the Plain Reader, 1932.
- The Basis and Essentials of French, 1933.
- Anthropological Report on a London Suburb, 1935.
- French for Home Study, New York 1935.
- The Basis and Essentials of Russian, 1936.
- The Truth about Columbus and the Discovery of America, New York 1936.
- Spain at War, 1938. (Spanien. Der Stein des Anstosses. Ein Überblick über die innen- und außenpolitische Lage des heutigen Spanien, Hamburg 1949)
- A Key to Victory. Spain, 1940.
- The Basis and Essentials of Spanish, 1942.
- Spain. The Moral Touchstone of Europe, 1944.
- Freedom for Spain!, 1945.
- The Basis and Essentials of Portugese, 1945.
- The Basis and Essentials of French, 1946. (2. Auflage 1955)
- The Basis and Essentials of Italian, 1946.
- How to Learn a Language, 1947.
- No Angel’s Wing, 1947.
- This Human Nature. A History, a Commentary, an Exposition, 1950.
- All Purpose-French for Adults, 1952. (Nachdruck 1969)
- Ireland and the Irish, 1953.
- England and the English, London 1954. (Nachdrucke 1964, 2011)
- French for Beginners, 1955.
- All Purposes English for Adults, 1956.
- German for Beginners, 1957. (Nachdruck 1961 als The Basis and Essentials of German)
- German for Adults. All Purposes, 1957.
- Spanish for Beginners, 1958.
- Italian for Beginners, 1959.
- First Year Russian. A Course for Beginners, 1960.
- Second Year Ruissan, 1961.
- Russian for Beginners. Everyday Handbooks, 1962.
- All Purposes Russian for Adults, 1962.
- All Purposes Italian for Adults, 1965.
- Mysterious People: An Introduction to the Gypsies, 1965. (Nachdruck als The Gypsies, 1967)
- Six Days to Shake an Empire: Events and Factors Behind the Irish Rebellion of 1916. An Account of that Rebellion and Its Suppression and of the Final Struggle for Self-government, with an Epilogue on the Dissolution of the British Empire Into the British Commonwealth of Nations, 1966.